# Kriegerdenkmal (Bad Brückenau)

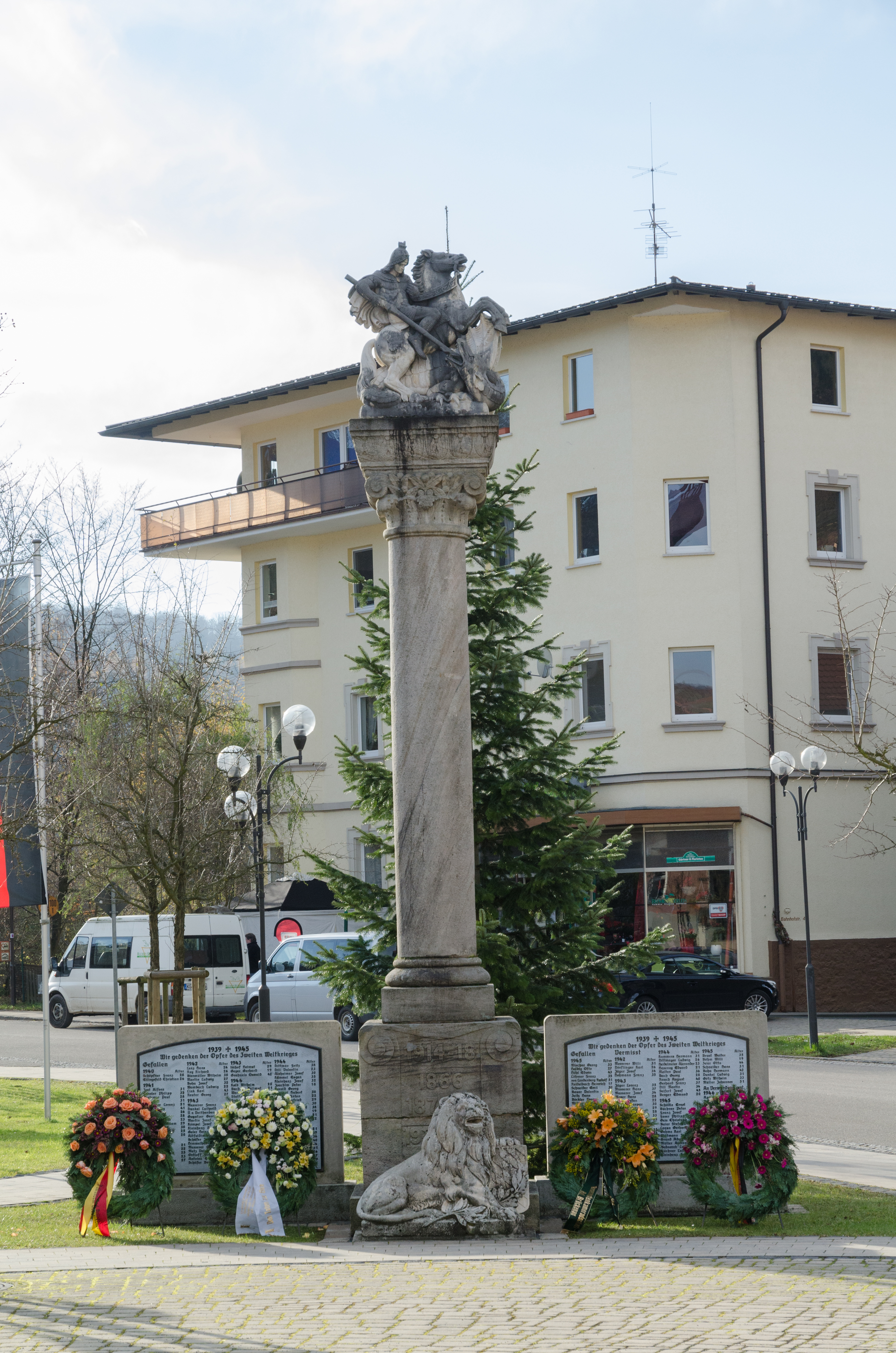
Kriegerdenkmal in Bad Brückenau

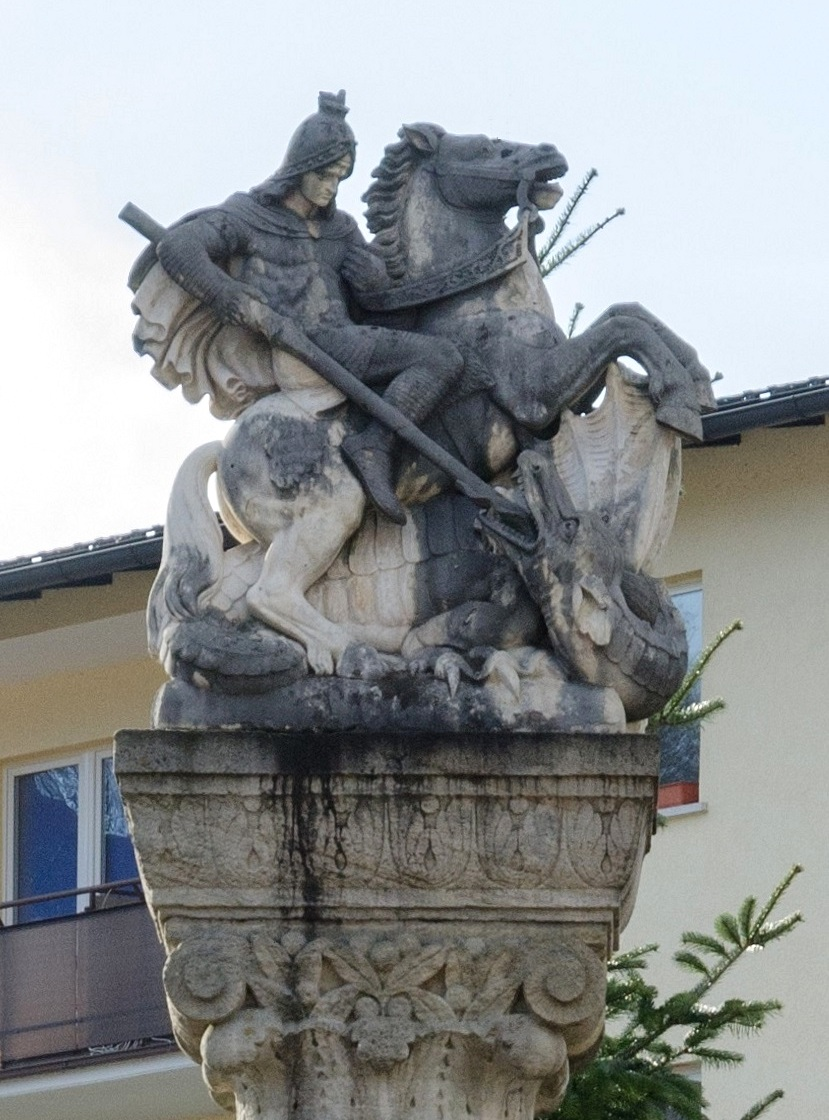
St. Georg mit dem Drachen

Das Kriegerdenkmal für 1870/71, 1914–18, 1939–1945  in Bad Brückenau, einer Kurstadt im unterfränkischen Landkreis Bad Kissingen gehört zu den Baudenkmälern von Bad Brückenau und ist unter der Nummer D-6-72-113-33 in der Bayerischen Denkmalliste registriert.

## Geschichte
Das Kriegerdenkmal wurde im Jahr 1911 vom Bad Kissinger Bildhauer Valentin Weidner aus Sandstein und Gussstein errichtet und zunächst am Marktplatz von Bad Brückenau aufgestellt. Auf einem Säulenpostament zeigt es eine Darstellung des Drachentöters St. Georg. Das Denkmal wurde vom Krieger- und Soldatenverein Bad Brückenau gestiftet. Weidners Honorar für das Denkmal betrug 1000 Mark.
Das Denkmal diente ursprünglich dem Andenken der Gefallenen des Deutsch-Französischen Krieges von 1870/71. Nach 1945 wurde das Denkmal um Postamentinschriften und zwei flankierende Namenstafeln für die Gefallenen des Ersten sowie des Zweiten Weltkriegs nachträglich ergänzt.
Zur ursprünglichen Konzeption des Denkmals gehörte eine Löwenskulptur, die vor dem Denkmal aufgestellt wurde. Die Löwenskulptur ist mit einem bayerischen Wappenschild und einem Lorbeerzweig ausgestattet. Die Löwenskulptur wurde jedoch entfernt und im Garten des ehemaligen Bezirksamtes aufgestellt. Dort versank sie so tief im Boden des dortigen Gartens, dass Weidners an der Löwenskulptur angebrachte Signatur nicht mehr zu lesen war. Auf Anregung von Kreisheimatpfleger Werner Eberth wurde die Löwenskulptur nach einer Renovierung wieder am Marktplatz aufgestellt.
Im Rahmen der Altstadtsanierung in Bad Brückenau wurde das Denkmal von seinem ursprünglichen Aufstellungsort am Marktplatz entfernt. Auf Anregung von Kreisheimatpfleger Leonhard Rungel wurde es an seinem heutigen Standort vor dem Alten Rathaus gemeinsam mit der Löwenskulptur neu aufgestellt.